# Mordellistena flavofrontalis
Mordellistena flavofrontalis es una especie de coleóptero de la familia Mordellidae.

## Distribución geográfica
Habita en  Natal en (Sudáfrica).